# IC 4322
IC 4322 је галаксија у сазвјежђу Волар која се налази на листи објеката дубоког неба у Индекс каталогу.
Деклинација објекта је + 25° 23' 34" а ректасцензија 13h 43m 44,1s. Привидна величина (магнитуда) објекта IC 4322 износи 14,4 а фотографска магнитуда 15,4. IC 4322 је још познат и под ознакама CGCG 131-30, NPM1G +25.0327, PGC 48635.